# Ostrovel, Hunedoara
Ostrovel este un sat în comuna Râu de Mori din județul Hunedoara, Transilvania, România.